# Wang Simin
Wang Simin (Pechino, 13 dicembre 1997) è una pallavolista cinese, libero della LOVB Madison.

## Carriera

### Club
La carriera da professionista di Wang Simin inizia nella stagione 2015-16, quando debutta in Chinese Volleyball League con il Sichuan, mentre nella stagione seguente indossa la casacca del Beijing. Dopo un periodo di inattività, nel campionato 2019-20 approda in Italia, grazie all'ingaggio da parte della UYBA, in Serie A1, e, dopo un'altra annata di inattività, nel campionato 2021-22 torna in patria e difende i colori dello Shenzhen. È poi di scena in Francia, dove si disimpegna con il Le Cannet in Ligue A nella stagione 2022-23 e si aggiudica lo scudetto, mentre nella stagione seguente torna in forza alla UYBA.
In seguito approda negli Stati Uniti d'America, dove con la LOVB Madison partecipa alla prima edizione della League One Volleyball.

## Palmarès

### Club
- Campionato francese: 1

2022-23